# Charles Augustus Semlin

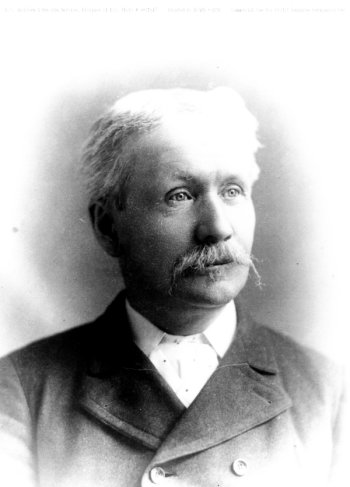
Charles Augustus Semlin

Charles Augustus Semlin (* 4. Dezember 1836 in Barrie, Ontario; † 2. November 1927 in Cache Creek) war ein kanadischer Politiker, Lehrer und Rancher. Von August 1898 bis Februar 1900 war er Premierminister der Provinz British Columbia.

## Biografie
Bis 1862 arbeitete Semlin als Lehrer in der Stadt Barrie. In diesem Jahr erfuhr er vom Cariboo-Goldrausch und zog nach British Columbia, um dort sein Glück zu versuchen. Er fand nur wenig Gold und ließ sich 1865 in der Ortschaft Cache Creek nieder. Dort kaufte er einen Gasthof an einer der wichtigsten Durchgangsstraßen jener Zeit. Darum herum erwarb er Schritt für Schritt Grundstücke und baute eine der größten Ranches der Region auf, die bis zu 15.000 Stück Vieh zählte.
Bei den ersten Wahlen der Provinz wurde Semlin im November 1871 als Abgeordneter des Wahlkreises Yale in die Legislativversammlung von British Columbia gewählt (damals gab es noch keine Parteien). Im Oktober 1875 verlor er seinen Sitz wieder; diesen gewann er im Juli 1882 zurück. Nach den Wahlen im Juli 1894 wurde Semlin Oppositionsführer.
Als John Herbert Turner nach den Wahlen im Juli 1898 keine Regierung bilden konnte, ernannte Vizegouverneur Thomas Robert McInnes Semlin am 15. August zum neuen Premierminister. Semlins Regierungszeit war geprägt von zahlreichen Kontroversen, die vor allem von Joseph Martin, dem Attorney General, ausgingen. Am 28. Februar 1900 trat Semlin zurück, er kandidierte auch nicht bei den nachfolgenden Wahlen im Juni 1900. Drei Jahre später gewann er eine Nachwahl, gab aber bereits nach wenigen Monaten seinen Sitz auf. Seine restlichen Lebensjahre verbrachte Semlin auf seiner Ranch.